# Spriggan (film)
Spriggan (スプリガン?, Supurigan) è un film d'animazione del 1998 diretto da Hirotsugu Kawasaki.
Tratto dal manga Spriggan di Hiroshi Takashige e Ryoji Minagawa, il lungometraggio è diretto da Hirotsugu Kawasaki, che ne ha curato la realizzazione assieme a Katsuhiro Ōtomo. In particolare, la trama del film è incentrata su uno dei capitoli tratti dal manga: L'arca di Noè.
Come l'omonimo fumetto, il film si basa sulla ricerca di favolosi reperti archeologici ultratecnologici appartenuti ad alcune popolazioni vissute anticamente sulla Terra, la cui tecnologia e cupidigia ha condotte all'estinzione. Attraverso l'evoluzione del protagonista vengono trattati temi religiosi, tecnologici e soprattutto sociali.

## Trama
Nelle profondità del monte Ararat in Turchia, un'organizzazione segreta nota come ARCAM ha trovato quella che si ritiene essere l'Arca di Noè. 
L'Arcam è un'organizzazione giapponese che sin dall'antichità si occupa di ricercare questi strani reperti archeologici e, se necessario, sigillarli.
Tuttavia, l'organizzazione clandestina US Machine Corps vuole impossessarsene come mezzo per la supremazia globale. Solo gli agenti speciali dell'ARCAM noti come Spriggan possono ostacolarli. Lo spriggan giapponese Yu Ominae si allea con lo spriggan francese Jean-Jacques Mondo per combattere i membri dell'US Machine Corps guidato dal colonnello MacDougall. Tuttavia, devono agire rapidamente e fermare MacDougall prima che utilizzi l'Arca per i suoi scopi.

## Accoglienza
Wilma Jandoc dell'Honolulu Star-Bulletin ha scritto che il film si distingue soprattutto per la rappresentazione degli Stati Uniti, che svolgono un ruolo antagonista. Jandoc ha descritto la rappresentazione della "leadership statunitense" come "allo stesso tempo così male assortita e perfetta da risultare divertente", approvando la loro rappresentazione come avida di potere ma esprimendo incredulità per il concetto che il governo degli Stati Uniti si preoccupi profondamente dell'ambiente. Allo stesso tempo, Jandoc ha osservato che "qualsiasi altro Paese avrebbe potuto essere messo al suo posto - Russia, Cina, Corea del Nord - e comunque sarebbe stato solo il nome di una nazione, niente di più", ritenendo che si sia persa l'opportunità di una critica più sostanziale.